# 鼠海豚属
鼠海豚属（学名：Phocoena）是鲸目鼠海豚科的一属，现存3种：
- 大西洋鼠海豚（Phocoena phocoena）
- 海湾鼠海豚（Phocoena sinus）
- 阿根廷鼠海豚（Phocoena spinipinnis）

另外一种眼斑海豚（Australophocaena dioptrica）有时以 Phocoena dioptrica 的学名被划归本属。